# Melitta Sallai
Melitta Sallai, z d. Melitta Wietersheim-Kramsta, (ur. 2 października 1927 w Morawie, niem. Muhrau) – działaczka społeczna, założycielka Fundacji im. św. Jadwigi.

## Życiorys
Urodziła się jako druga córka właściciela dóbr ziemskich Hansa-Christopha von Wietersheim-Kramsta i jego żony Herty z domu Johnston. Miała sześcioro rodzeństwa. W 1945 wraz z matką i rodzeństwem uciekła do Kleinwalsertal w Austrii. Matka dwójki dzieci: Christopha i Eugena, żona Charlesa Sallai. Sekretarka, stewardesa, opiekunka do dzieci, laureatka Orderu Uśmiechu. Mieszkała w Portugalii, Angoli, Austrii. Zna wiele języków obcych: portugalski, francuski, polski. Założycielka fundacji im. św. Jadwigi, która  prowadzi w pałacu w Morawie, m.in. bezpłatne przedszkole dla dzieci z uboższych rodzin oraz ośrodek edukacyjny organizujący polsko-niemieckie spotkania młodzieży. Honorowa obywatelka Strzegomia. Pisarka, działaczka charytatywna.

## Chronologia
- 1927 narodziny w Morawie
- 1933-1938 pobiera prywatne lekcje w Morawie
- 1938-1941 uczy się w liceum żeńskim w Strzegomiu
- 1942-1945 wraz z siostrą przebywają w szkole z internatem
- 1945-1946 ucieczka do Austrii
- 1946-1949 nauka w szkole klasztornej Klosterschule w Klosterwald, gdzie zdaje maturę
- 1949-1951 pracuje w branży turystycznej w Karlstein dzielnicy Bad Reichenhall
- 1951-1952 pracuje jako opiekunka do dzieci we Francji i Portugalii
- 1952-1955 wyjazd do Angoli, praca jako sekretarka
- 1955-1959 powraca do Niemiec, pracuje jako stewardesa  w Panair de Brasil i Aerotour-Deutsche
- 1959-1981 ponowny wyjazd do Angoli, małżeństwo z dr. Charlesem Sallai, narodziny syna Christopha (1965) i syna Eugena (1967), prowadzenie plantacji kawy, praca jako sekretarka w firmie Icomiangola w Luandzie
- 1981 wraz z mężem i dwoma synami wraca z Angoli do Niemiec
- 1987 śmierć męża
- 1992 przechodzi na emeryturę, przyjeżdża na stałe do Morawy
- 1992 angażuje się w działanie w Fundacji św. Jadwigi
- 1993 otwiera przedszkole w pałacyku w Morawie
- 1998 otrzymuje Order Uśmiechu
- 1999 przyjmuje obywatelstwo polskie
- 1999  Fundacja św. Jadwigi została wyróżniona w osobie pani Melitty Sallai nagrodą POLCUL – Fundacji Niezależnej Kultury Polskiej
- 2010 ukazanie się autobiografii pt. "Z Muhrau do Morawy – Niezwykłe życie w Europie i Afryce"
- 2015 otrzymała tytuł Honorowego Obywatela Miasta Strzegom
- 2018 Odznaka Honorowa Zasłużony dla Województwa Dolnośląskiego[1]
- 2025 Krzyż Zasługi na Wstędze Orderu Zasługi RFN[2]